# Hirmand (Verwaltungsbezirk)
Hirmand (persisch هیرمند) ist ein Schahrestan in der Provinz Sistan und Belutschistan im Iran. Er enthält die Stadt Dust Mohammad, welche die Hauptstadt des Verwaltungsbezirks ist. 

## Demografie
Bei der Volkszählung 2016 betrug die Einwohnerzahl des Schahrestan 63.979. Die Alphabetisierung lag bei 72 Prozent der Bevölkerung. Knapp 10 Prozent der Bevölkerung lebten in urbanen Regionen.
| Zensusjahr | Einwohnerzahl |
| ---------- | ------------- |
| 2011       | 65.471        |
| 2016       | 63.979        |